# Koningsbos
Het Koningsbos is een natuurgebied in de Belgische plaats Knokke, gelegen ten zuiden van Het Zoute. Het heeft een oppervlakte van ruim 7 ha.

## Geschiedenis
Het betreft een relatief jong binnenduingebied dat vanaf de 7e eeuw werd gevormd. Vanaf de 16e eeuw kwamen hoge duinen tot stand. Dit werd door de mens in de hand gewerkt met aanplant. Vastleggen van de duinen zorgde voor bescherming van het achterland tegen stuifzand. Het betrof de Blinckaertduinen, waar het Koningsbos een onderdeel van is.
De Compagnie immobilière du Zoute (later: Compagnie "Het Zoute"), opgericht in 1908, verwierf veel duingrond en de bedoeling was het gebied te verkavelen. Er kwamen beplantingen, maar een brand in 1926 vernielde deze. De huidige beplanting is van kort na dit jaar. In de volksmond stond het gebied bekend als Sparrenbos, maar er groeit vooral Zeeden. Tijdens de Tweede Wereldoorlog werden de grootste bomen door de bezetter gekapt om als versperring tegen landingsvaartuigen te worden ingezet als onderdeel van de Atlantikwall.
Ook in bezit van de Compagnie bleef het bos vrij toegankelijk. In 1971 werd het aangekocht door de gemeente en in 1976 werd het officieel omgedoopt tot "Koningsbos" naar aanleiding van het 25-jarig regeringsjubileum van Koning Boudewijn.